# 朱泚
朱 泚（しゅ せい、ピンイン：zhū cǐ、742年 - 784年）は、唐代の部将であり朱泚の乱の指導者。当初は唐の盧龍軍節度使であったが、後に長安に仕えた。弟の朱滔が造反したために長安に留められたことから反感を抱き、徳宗が長安から避難すると大秦（後に漢と改名）の皇帝に即位し、元号を天皇とした。784年に李晟らに敗れて長安を逃れ、配下に殺害された。

## 生涯
朱泚は玄宗の天宝元年（742年）に幽州の昌平で生まれた。曾祖父の朱利は賛善大夫となり、礼部尚書を追贈された。祖父の朱思明は太子洗馬となった。父の朱懐珪は天宝初、范陽節度使の裴寛に仕えて衙前将・折衝将軍となった。また、755年に安史の乱が起こると燕に仕えて、管兵将に昇格した。宝応年間に李懐仙が帰順すると、薊州刺史・平盧軍留後・柳城軍使とするように上奏した。766年、朱泚が25歳の時に死去した。その後の朱泚の功績のため、祖父に太子太師が、また父は左僕射と追贈された。朱泚は幼年から父に従軍した。腰回りが十囲あり騎射や武芸に優れていたという。外見は度量が広そうだったが、残忍な性格をしていた。蓄財はせず、戦利品や恩賞を気前良く麾下の将士に分け与えたので、配下の人望はあった。

### 朱泚の乱
783年秋、涇州・原州で恩賞の不満のために兵変が起き、徳宗は奉天に避難した。涇州・原州の兵は既に造反していた朱滔の兄の朱泚に従った。朱泚は当初は指導者になると言ったが、翌日には徳宗を長安に迎え入れることを公表した。これを受けて朱泚に賛同する配下がいたが、朱泚がそれをよく思わなかったのを見て、徳宗に忠心がある者は去った。源休という部将が唐と対立したため、朱泚の参謀となり、朱泚に即位を勧めた。李忠臣・張光晟・姚令言といった部将も朱泚に協力した。段秀実は朱泚を殺して徳宗を迎え入れようとしていたが、それを知らずに朱泚は段秀実を引き入れた。
朱泚は韓旻を兵3千で奉天に向かわせた。名目上は徳宗を長安へ迎え入れるためだったが、実際には奇襲のためであった。段秀実は岐霊岳に韓旻に戦いを放棄して帰ることを姚令言を装って命じらせた。その頃、朱泚は即位の計画を諸将と話し合っていたが、段秀実の暗殺は未遂に終わった。朱泚は赦そうとしたが、段秀実は護兵に殺された。同年秋、朱泚は大秦の皇帝に即位した。兄の子の朱遂を太子とし、弟の朱滔を冀王・太尉・尚書令とした。朱泚は自ら奉天に向かい、道中で軍勢が膨らませた。姚令言を元帥、張光晟を副帥、仇敬忠と李忠臣を留守として長安に留めた。朱泚は渾瑊と韓游瓌と戦い、やがて兵糧を絶たれた奉天は苦しんだが、唐の別働隊が長安の秦軍を攻撃した。朱泚は益々奉天を激しく攻撃したが、包囲が一カ月間ほど経つと、唐の李懐光が長安に向かった。李懐光が醴泉の秦軍を負かすと、朱泚は奉天を放棄して長安へ駆けつけた。士気を挙げるため度々奉天を陥したという噂を広めたが、その実支配は長安周辺にしか及ばず、再び奉天を攻めることは無かった。もし李懐光の到着が3日遅れていれば奉天は朱泚の手に入ったと言われる。
784年初、朱泚は漢と国号を改名した。源休の助言に従い徳宗の宗室を大勢処刑したが、長安の唐将や殿堂に手をつけることは拒否した。この頃、徳宗は秦軍の降伏を期待して大赦したが、朱泚はこの大赦から除外した。長安を攻める唐軍は李懐光の不満により内部揉めになった。朱泚は李懐光を兄とし、それぞれ独立して共栄することを持ちかけた。李懐光はその通りに徳宗から造反し、李建徽と楊恵元の軍を捕らえて朱泚に協力することを公表した。恐れた徳宗は興元に避難した。これを受けて朱泚に従う配下が続出した。李懐光の配下は李懐光に逆らい、朱泚も兄ではなく臣として扱うようになると、李懐光は怒り、また李晟を恐れて長安から河中へと逃げた。朱泚は李晟の軍の親族を優遇することで李晟を引き入れようとしたが、李晟は断った。渾瑊と李晟は合流して長安攻略に備えた。吐蕃の軍も合流したが、朱泚はそれらに賄賂を送って放棄することを説得した。
784年夏、李晟の軍が長安を侵攻した。漢軍の張庭芝や李希倩は敗れ、密かに李晟と通じていた張光晟は朱泚に逃げることを説得した。朱泚は長安を去り、唐が長安を奪回した。朱泚は吐蕃に逃げる道中、涇州で田希鑒に阻まれた。朱泚は怒って涇州を攻撃したが勝てず、朱泚の涇州・原州の兵は姚令言を殺害して田希鑒に投降した。朱泚は逃げ続け、彭原に至ると配下の梁庭芬に射殺された。享年43。梁庭芬は朱泚の首を斬って唐に投降した。